# Graham Bonnet
Pour les articles homonymes, voir Bonnet.
 (avril 2021).
Si vous disposez d'ouvrages ou d'articles de référence ou si vous connaissez des sites web de qualité traitant du thème abordé ici, merci de compléter l'article en donnant les références utiles à sa vérifiabilité et en les liant à la section « Notes et références ».
Graham Bonnet est un chanteur britannique de hard rock, né le 23 décembre 1947 à Skegness dans le comté du Lincolnshire. Il commence sa carrière de chanteur professionnel à la fin des années 1960 au sein des Marbles, puis s'illustre au sein de groupes de hard rock comme Rainbow, Impellitteri, le Michael Schenker Group ou encore le groupe de heavy metal Anthem. Au sein de son propre groupe baptisé Alcatrazz, il est accompagné par des guitaristes comme Yngwie Malmsteen puis Steve Vai.

## Discographie

### The Marbles
- 1970 : The Marbles

### Graham Bonnet
- 1977 : Graham Bonnet
- 1978 : No Bad Habits
- 1981 : Line-Up
- 1991 : Here Comes the Night
- 1997 : Underground
- 1999 : The Day I Went Mad
- 2016 : Back Row In The Stalls

### Rainbow
- 1979 : Down to Earth
- 2015 : Denver 1979
- 2015 : Long Island 1979
- 2015 : Down to Earth Tour 1979
- 2016 : Monsters of Rock - Live at Donington 1980

### Michael Schenker Group
- 1982 : Assault Attack

### Alcatrazz
- 1983 : No Parole from Rock 'n' Roll
- 1984 : Live Sentence
- 1985 : Disturbing the Peace
- 1986 : Dangerous Games
- 2010 : Live '83
- 2020: Born Innocent

### Impellitteri
- 1988 : Stand in Line
- 2002 : System X

### Forcefield
- 1989 : Forcefield III: To Oz and Back
- 1991 : Forcefield IV: Let the Wild Run Free

### Blackthorne
- 1993 : Afterlife

### Anthem
- 2000 : Heavy Metal Anthem

### Taz Taylor Band
- 2006 - Welcome to America!

### Graham Bonnet Band
- 2016 : The Book
- 2017 : Live... Here Comes the Night
- 2018 : Meanwhile, Back in the Garage